# Cyathostominae
Cyathostominae (také malí strongylidi, anglicky: cyathostomins, small strongyles, small redworms, Trichonemes) je podčeleď parazitárních hlístic čeledě Strongylidae čítající více než 50 druhů parazitujících ve střevě koní či dalších koňovitých. Běžně se tento taxon souborně označuje jako malí strongylidi. Jedná se o nejběžnější a nejvýznamnější parazity koní vůbec. Dospělí jedinci se lokalizují ve slepém nebo tlustém střevě koní, larvy se vyvíjejí uvnitř střevní sliznice.